# Albion Ademi
Albion Ademi (Turku, 19 febbraio 1999) è un calciatore finlandese naturalizzato albanese, centrocampista o attaccante del Tianjin Jinmen Hu.

## Carriera

### Club
Il 21 gennaio 2021 viene acquistato a titolo definitivo per circa 200.000 euro dalla squadra svedese del Djurgården con cui però non trova realmente spazio, tanto da essere girato in prestito per parte della stagione 2022 ai finlandesi del Lahti e per l'intero 2023 all'IFK Värnamo, squadra che si classifica sorprendentemente al quinto posto in campionato e che a fine stagione esercita l'opzione per rilevare il giocatore a titolo definitivo con un accordo fino al 2026. Nonostante ciò, la stagione 2023 sirivela l'ultima da lui trascorsa a Värnamo, visto che prima dell'inizio del campionato seguente viene ceduto ai cinesi del Tianjin Jinmen Hu.

### Nazionale
Debuttato con la maglia della nazionale albanese Under-21 l'11 settembre 2018 nella partita amichevole persa per 3-1 contro l'Italia.

## Statistiche

### Presenze e reti nei club
Statistiche aggiornate al 20 maggio 2022.
| Stagione           | Squadra            | Campionato         | Campionato | Campionato | Coppe nazionali | Coppe nazionali | Coppe nazionali | Coppe continentali | Coppe continentali | Coppe continentali | Altre coppe | Altre coppe | Altre coppe | Totale | Totale |
| Stagione           | Squadra            | Comp               | Pres       | Reti       | Comp            | Pres            | Reti            | Comp               | Pres               | Reti               | Comp        | Pres        | Reti        | Pres   | Reti   |
| ------------------ | ------------------ | ------------------ | ---------- | ---------- | --------------- | --------------- | --------------- | ------------------ | ------------------ | ------------------ | ----------- | ----------- | ----------- | ------ | ------ |
| 2015               | TPS                | YK                 | 10         | 2          | CF+CdL          | 1+0             | 0               | -                  | -                  | -                  | -           | -           | -           | 11     | 2      |
| ago.-set. 2016     | EIF                | YK                 | 2          | 0          | CF+CdL          | 0+0             | 0               | -                  | -                  | -                  | -           | -           | -           | 2      | 0      |
| 2016               | Inter Turku        | VL                 | 2          | 0          | CF+CdL          | 0+0             | 0               | -                  | -                  | -                  | -           | -           | -           | 2      | 0      |
| 2017               | Inter Turku        | VL                 | 1          | 0          | CF+CdL          | 0+0             | 0               | -                  | -                  | -                  | -           | -           | -           | 1      | 0      |
| mag. 2017          | EIF                | YK                 | 2          | 0          | CF+CdL          | 0+0             | 0               | -                  | -                  | -                  | -           | -           | -           | 2      | 0      |
| Totale Ekenäs      | Totale Ekenäs      | Totale Ekenäs      | 4          | 0          |                 | 0               | 0               |                    | -                  | -                  |             | -           | -           | 4      | 0      |
| mag.-lug. 2017     | Inter Turku        | VL                 | 2          | 0          | CF+CdL          | 5+0             | 2               | -                  | -                  | -                  | -           | -           | -           | 7      | 2      |
| lug.-ott. 2017     | PS Kemi Kings      | VL                 | 14         | 2          | CF+CdL          | 0+0             | 0               | -                  | -                  | -                  | -           | -           | -           | 14     | 2      |
| 2018               | Inter Turku        | VL                 | 25         | 4          | CF+CdL          | 6+0             | 6               | -                  | -                  | -                  | -           | -           | -           | 31     | 10     |
| 2019               | Inter Turku        | VL                 | 11         | 1          | CF+CdL          | 0+0             | 0               | UEL                | 1                  | 0                  | -           | -           | -           | 12     | 1      |
| Totale Inter Turku | Totale Inter Turku | Totale Inter Turku | 41         | 5          |                 | 11              | 8               |                    | 1                  | 0                  |             | -           | -           | 53     | 13     |
| 2020               | IFK Mariehamn      | VL                 | 22         | 14         | CF+CdL          | 4+0             | 0               | -                  | -                  | -                  | -           | -           | -           | 26     | 14     |
| 2021               | Djurgården         | A                  | 8          | 0          | CS              | 5               | 0               | -                  | -                  | -                  | -           | -           | -           | 13     | 0      |
| feb. 2022          | Djurgården         | A                  | 0          | 0          | CS              | 4               | 2               | -                  | -                  | -                  | -           | -           | -           | 4      | 2      |
| Totale Djurgården  | Totale Djurgården  | Totale Djurgården  | 8          | 0          |                 | 9               | 2               |                    | -                  | -                  |             | -           | -           | 17     | 2      |
| 2022               | Lahti              | VL                 | 8          | 0          | CF+CdL          | 1+0             | 0               | -                  | -                  | -                  | -           | -           | -           | 9      | 0      |
| Totale carriera    | Totale carriera    | Totale carriera    | 107        | 23         |                 | 26              | 10              |                    | 1                  | 0                  |             | -           | -           | 134    | 33     |

### Cronologia presenze e reti in nazionale
| Cronologia completa delle presenze e delle reti in nazionale ― Albania under 21 | Cronologia completa delle presenze e delle reti in nazionale ― Albania under 21 | Cronologia completa delle presenze e delle reti in nazionale ― Albania under 21 | Cronologia completa delle presenze e delle reti in nazionale ― Albania under 21 | Cronologia completa delle presenze e delle reti in nazionale ― Albania under 21 | Cronologia completa delle presenze e delle reti in nazionale ― Albania under 21 | Cronologia completa delle presenze e delle reti in nazionale ― Albania under 21 | Cronologia completa delle presenze e delle reti in nazionale ― Albania under 21 |
| Data                                                                            | Città                                                                           | In casa                                                                         | Risultato                                                                       | Ospiti                                                                          | Competizione                                                                    | Reti                                                                            | Note                                                                            |
| ------------------------------------------------------------------------------- | ------------------------------------------------------------------------------- | ------------------------------------------------------------------------------- | ------------------------------------------------------------------------------- | ------------------------------------------------------------------------------- | ------------------------------------------------------------------------------- | ------------------------------------------------------------------------------- | ------------------------------------------------------------------------------- |
| 11-9-2018                                                                       | Cagliari                                                                        | Italia under 21                                                                 | 3 – 1                                                                           | Albania under 21                                                                | Amichevole                                                                      | -                                                                               | 86’                                                                             |
| 5-9-2019                                                                        | Amiens                                                                          | Francia under 21                                                                | 4 – 0                                                                           | Albania under 21                                                                | Amichevole                                                                      | -                                                                               | 46’                                                                             |
| 9-9-2019                                                                        | Durazzo                                                                         | Albania under 21                                                                | 0 – 4                                                                           | Austria under 21                                                                | Qual. Europeo Under-21 2021                                                     | -                                                                               | 46’                                                                             |
| 13-11-2020                                                                      | Pristina                                                                        | Kosovo under 21                                                                 | 0 – 1                                                                           | Albania under 21                                                                | Qual. Europeo Under-21 2021                                                     | -                                                                               | 46’                                                                             |
| 17-11-2020                                                                      | Wolverhampton                                                                   | Inghilterra under 21                                                            | 5 – 0                                                                           | Albania under 21                                                                | Qual. Europeo Under-21 2021                                                     | -                                                                               | 68’                                                                             |
| Totale                                                                          |                                                                                 | Presenze                                                                        | 5                                                                               |                                                                                 | Reti                                                                            | 0                                                                               |                                                                                 |